# Neotoma nelsoni
Neotoma nelsoni é uma espécie de roedor da família Cricetidae.
Apenas pode ser encontrada no México.